# NGC 7545
NGC 7545 (другие обозначения — PGC 70840, ESO 347-4, MCG -7-47-26, AM 2312-384, IRAS23127-3848) — спиральная галактика с перемычкой (SBb) в созвездии Журавль.
Этот объект входит в число перечисленных в оригинальной редакции «Нового общего каталога».